# Закон України «Про медіа»
Закон України «Про медіа» — Закон України, що регулює діяльність у сфері медіа. Закон визначає правові засади діяльності в Україні суб'єктів медіа, а також засади державного управління, регулювання та нагляду.
Закон є одним з «євроінтеграційних» законопроєктів, прийняття яких сприяє виконанню рекомендацій Єврокомісії щодо подальшої перспективи членства України в Європейському Союзі.

## Зміст
Закон складається з 126 статей у десяти розділах:
Розділ I. Загальні положення
Розділ II. Суб'єкти у сфері медіа
Розділ III. Публічні аудіовізуальні медіа
Розділ IV. Вимоги до змісту інформації та організації надання медіа-сервісів
Розділ V. Ліцензування та реєстрація у сфері медіа
Розділ VI. Національна рада України з питань телебачення і радіомовлення та її повноваження
Розділ VII. Спільне регулювання у сфері медіа
Розділ VIII. Відповідальність за порушення законодавства у сфері медіа
Розділ IX. Особливості правового регулювання діяльності медіа в умовах збройної агресії
Розділ X. Прикінцеві та перехідні положення.
Закон уносить зміни до 78 інших актів, визнає нечинним 6 законів і 3 постанови.
10 грудня 2022 року медіагрупа «1+1 media» поширила заяву з проханням завершити реформування законодавства у сфері медіа й ухвалити новий Закон «Про медіа». Зазначається, що сучасний Закон «Про телебачення і радіомовлення» не відповідає рівню технологічного розвитку українських медіа. Законопроєкт є актуальним в умовах повномасштабної війни РФ проти України. Він пропонує регулювання порядку діяльності Нацради та медіа під час агресії, визначає зміст інформації, пов'язаної зі збройною агресією, яку забороняється поширювати.
Документ замінює собою закони «Про телебачення і радіомовлення», «Про друковані засоби масової інформації» та «Про інформаційні агентства» та значно розширює повноваження Національної ради України з питань телебачення і радіомовлення. Нацрада отримала право скасовувати реєстрацію та припиняти вихід медіа за значні порушення (здебільшого в судовому порядку): наприклад, за надання недостовірної інформації про власників та кінцевих бенефіціарів, поширення дискримінаційних матеріалів, пропаганду наркотиків, позитивне висвітлення агресії проти України чи внутрішньої політики країни-агресора, демонстрацію нацистської чи комуністичної символіки або заборонених російських фільмів. Зареєстровані інтернет-видання Нацрада зможе заблокувати, звернувшись до суду після четвертого грубого порушення протягом місяця, а незареєстровані — самостійно без рішення суду, але тільки після п'ятого порушення і лише на 14 днів.
Закон запроваджує, зокрема, такі нові для українського законодавства поняття: аудіовізуальне медіа, багатоканальна електронна комунікаційна мережа, європейська студія-виробник, європейський продукт, користувацьке відео, медіаграмотність, медіа, національний продукт, незалежна студія-виробник, онлайн-медіа, пакет телеканалів та радіоканалів, платформа спільного доступу до відео, платформа спільного доступу до інформації, пошукова система, система умовного доступу, універсальний медіа-сервіс, формат. 
Основною фундаментальною зміною є відхід від поняття «засіб масової інформації», яке вважається пережитком радянської доби і перехід до використання поняття медіа. Аналогічна ситуація з терміном «передача», що прийшло з часів перших телеефірів: воно змінене на програма, що відповідає англомовному відповіднику program.